# K2020
K2020 är ett samverkansprojekt inom Göteborgsregionens kommunalförbund, där ett antal kommuner, Västra Götalandsregionen, Västtrafik och Trafikverket deltar. Syftet med projektet är att fram till 2025 nästan fördubbla antalet kollektivtrafikresor inom Göteborg med kranskommuner, till en andel på 40 procent av det totala antalet resor. Inom Göteborgs kommun ligger andelen redan på en liknande siffra, men det gäller inte mellan Göteborg och omgivande kommuner.
[uppföljning saknas]
Man konstaterar i olika utredningar att en utbyggnad av infrastrukturen är nödvändig, men viktigt är också att göra kollektivtrafiken mer attraktiv. Mer tågtrafik önskas, bland annat för att tåg mycket snabbare tar sig in i centrum än bussar. Det kräver sådana investeringar. Här kommer en kort sammanfattning över kollektivtrafikprogrammet, antaget den 3 april 2009.

## Spårväg
|  | Urban stop on track |

|  | Urban stop on track |

|  | Urban stop on track |

|  | Urban stop on track |

|  | Unknown BSicon "uABZgl+l" | Unknown BSicon "utSTRq" |

|  | Urban stop on track |

|  | Urban stop on track |

|  | Urban stop on track |

|  | Urban stop on track |

| Unknown BSicon "uSTR+l" | Unknown BSicon "uABZgr" |  |

| Urban stop on track | Urban straight track |  |

| Urban stop on track | Urban straight track |  |

|  | Urban stop on track |

| Unknown BSicon "uSTR+l" | Unknown BSicon "uABZgr" |  |

| Unknown BSicon "uSTRl" | Unknown BSicon "uSTRr" |  |

|  | Urban stop on track |

|  | Urban stop on track |

|  | Urban stop on track |

|  | Urban stop on track |

|  | Unknown BSicon "uABZgl+l" | Unknown BSicon "utSTRq" |

|  | Urban stop on track |

|  | Urban stop on track |

|  | Urban stop on track |

|  | Urban stop on track |

| Unknown BSicon "uSTR+l" | Unknown BSicon "uABZgr" |  |

| Urban stop on track | Urban straight track |  |

| Urban stop on track | Urban straight track |  |

|  | Urban stop on track |

| Unknown BSicon "uSTR+l" | Unknown BSicon "uABZgr" |  |

| Unknown BSicon "uSTRl" | Unknown BSicon "uSTRr" |  |

|  | Unknown BSicon "uSTR+l" | Unknown BSicon "uSTR+r" |

|  | Unknown BSicon "uABZg+l" | Unknown BSicon "uSTRr" |

|  | Urban stop on track |

|  | Urban stop on track |

|  | Urban stop on track |

|  | Urban stop on track |

|  | Urban stop on track |

|  | Urban stop on track |

|  | Urban stop on track |

|  | Urban stop on track |

|  | Urban stop on track |

|  | Urban stop on track |

|  | Unknown BSicon "uSTR+l" | Unknown BSicon "uSTR+r" |

|  | Unknown BSicon "uABZg+l" | Unknown BSicon "uSTRr" |

|  | Urban stop on track |

|  | Urban stop on track |

|  | Urban stop on track |

|  | Urban stop on track |

|  | Urban stop on track |

|  | Urban stop on track |

|  | Urban stop on track |

|  | Urban stop on track |

|  | Urban stop on track |

|  | Urban stop on track |

- Den planerade Munkebäckstriangeln öppnades 2013 med en förlängning av linje 5 från Torp till Östra sjukhuset, där vändslingan byggdes om så att den möjliggjorde vändning av två linjer.
- Spår från Järntorget, över Södra Älvstranden (Badhuslänken) förbi Operan (Operalänken) och på längre sikt vidare över Gullbergsvass till Gamlestadstorget följt av Utby. Vändslingan vid Bellevue plockas bort och istället vänder man vid behov i Utby. Badhuslänken påbörjades under 2013, en del av Kringen, och var klar 2015. Under spårarbeten i Kortedala/Gamlestaden under sommaren 2013 påbörjades en ny vändslinga vid Nymånegatan istället för nuvarande vid Bellevue. Det är oklart om det är tänkt att vara en permanent lösning, men det går emot K2020:s planer om Utby (som dock får anses vara löst grundade och förlagda långt in i framtiden).
- Spårväg över Norra Älvstranden (Lindholmen, Sannegården, Eriksberg) till Ivarsbergsmotet nära Älvsborgsbron, samt en förbindelse mellan Lindholmen och Eketrägatan över Bräcke.
- Spårväg till Backa.
- Stor-Kringen byggs inledningsvis ut mellan Lindholmen och Masthuggstorget. Detta är ett dyrt projekt, en spårvägstunnel under älven kostar miljardbelopp. Senare kompletteras förbindelsen med en tunnel från Masthuggstorget upp till Linnéplatsen. På längre sikt (utanför K2020:s blickomfång) kan ytterligare förlängningar i form av en östlig del av ringen byggas (över älven till området Odinsplatsen/Svingeln).
- Längre spårvagnar. Man vill i samband med detta ha 45 meter långa hållplatser.

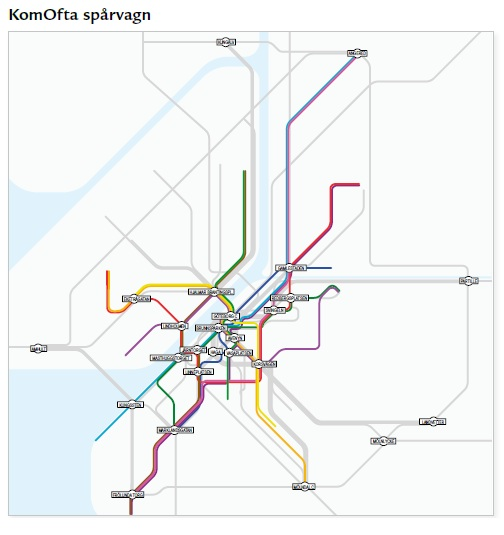
Spårvagnsnätet efter dessa utbyggnader

## Järnväg
Nya järnvägsspår är en fråga för regeringen, som inte är en del av K2020-gruppen. Regeringen har lagt fram ett paket kallat Västsvenska paketet, som innehåller stora järnvägsinvesteringar i regionen och som i huvudsak finansieras av en vägavgift kallad trängselskatt.
- Västlänken, pendeltågstunnel i en halvcirkel genom Göteborg (centralen-Haga-Korsvägen). Kostnaden beräknas till 20 miljarder kronor.[2]
- Pendeltåg på alla fem utgående banor från Göteborg. Idag går pendeltåg till Alingsås, Kungsbacka och Älvängen. Pendeltåg planeras även till Stenungsund och Landvetter flygplats enligt K2020-planen. Sträckan till Älvängen (liksom utökad regionaltågstrafik till Trollhättan på samma bana) infördes 2012. Till Stenungsund infördes det 2009 pendeltågsliknande tåg i samband med nytt signalsystem. En mängd bussar kompletterar dock sträckan då dubbelspår saknas. Mot Landvetter flygplats kommer Götalandsbanan bidra till utökad tågtrafik om många år. Banan kommer trafikeras av pendeltåg mot Landvetter flygplats, regionaltåg mot Borås med få stopp samt fjärrtåg. Banan är även tänkt att vara en höghastighetsbana.
- Höjd kapacitet på Västra stambanan (Alingsåspendeln) och Västkustbanan (Kungsbackapendeln), troligtvis genom en utbyggnad till fyrspår på delar av sträckorna. Sedan kan man höja turtätheten på dessa linjer. Behovet av fyrspår är störst i Lerum, men Lerums kommun har dock stoppat alla sådana byggplaner. Banverket (nuvarande Trafikverket) presenterade under 2009 ett alternativt förslag med ett antal mötesspår på sträckan Göteborg-Skövde. Det hade emellertid fortfarande varit önskvärt med ett "riktigt" fyrspår på sträckan. Redan 2008/2009 har turtätheten höjts till 4/timme i rusningsriktningen, men varannan bara till Floda.
- Längre pendeltåg och längre plattformar. År 2009 körs vissa 150-meterståg på Kungsbackapendeln, vilket motsvarar plattformarnas längd. Nya tåg levereras 2011 vilket ökar antalet sådana tåg. Förlängningen av plattformar Göteborg-Alingsås och Göteborg-Kungsbacka finns med i Trafikverkets nyligen presenterade framtidsplan, gällande fram till 2021 men redan idag har förlängningsarbeten påbörjats på stationerna mot Alingsås.

## Längre sikt
K2020:s blickomfång sträcker sig fram till år 2025. Även om man mestadels föreslår satsningar som bör genomföras i tid till denna tidpunkt, så finns i betänkandet även en del andra förslag som får anses vara mer ogrundade. Några exempel är:
- Spårreservat mot Askim/Särö samt mot Torslanda för något slags spårtrafik i framtiden.
- Spårreservat för pendeltåg mot Stenungsund via centrala Kungälv och östra Hisingen (jämför E6:ans sträckning).
- En typ av "loop" över mellersta Hisingen, från Biskopsgården till Backa och över Göta älv till Hjällbo.

Under 2015-2018 har nya framtidsplaner utvecklats för stadstrafiken under namnet Koll2035.

## Finansiering
Investeringarna som krävs överstiger ordinarie budgetramar, och av den anledningen måste alternativa finansieringsformer ses över. Arbetsgrupperna har belyst ett antal olika, där bland annat en så kallad "bompeng" med Oslo som förebild, och en gemensam finansiering mellan region och stat, en sk. paketlösning, kan omnämnas. Under hösten 2009 var ett sådant paket under planering, se Västsvenska paketet. 2013 infördes trängselskatter i en ring runt Göteborg för att på så sätt bekosta större delen av regionens halva av finansieringen. Staten är tänkt att stå för resterande halva. Utöver K2020 ingår ett antal andra projekt i paketet.

## Övrigt (i urval)
- Stora knutpunkter, de så kallade "portarna till Göteborg": Gamlestads torg, Hjalmar Brantingsplatsen, Mölndal centrum, Frölunda torg och Järnbrottsmotet.[4]
- En bussring runt city; bussfiler längs Södra Älvstranden, på Nya Allén, den planerade Bangårdsviadukten samt på Södra vägen och Sprängkullsgatan/Övre Husargatan. Flera sträckor på Allén, Södra Vägen och Sprängkullsgatan/Övre Husargatan fick under 2012/2013 bussfiler.
- Man förordar ett nytt, mer lättöverskådligt, linjenät. Linjerna delas upp i KomFort (pendeltåg och expressbussar genom regionen), KomOfta (stadstrafik; spårväg och stombuss) och KomNära (lokal busstrafik).
- Det finns även något som kallas KomTill, vilket syftar på hur man kommer till kollektivtrafiken. Exempel på detta är attraktiva pendelparkeringar vid stationer/hållplatser, cykelställ och trygga gångvägar.
- En linbana över älven, mellan Järntorget och Wieselgrensplatsen via Lindholmen har tillkommit i planerna och planeras stå klar 2021.[5]